# Digitalni blizanac
Digitalni blizanci, ma koliko izraz čudno zvučao, predstavljaju virtuelni uzorak budućih proizvoda ili usluga kroz digitalnu simulaciju procesa proizvodnje. Pri ovakvoj simulaciji nije neophodno konstruisati skupe prototipe, gubiti vreme i novac na testiranja i slično. Cilj je izvući maksimum iz raspoloživih izvora, a da pri tome saznamo da li je proizvod podoban za dalju proizvodnju ili ne.
Digitalni blizanci su digitalna replika fizičkih podataka, procesa i sistema koji mogu biti korišćeni u najrazličitije svrhe.  Digitalna reprezentacija omogućuje, kako za elemente, tako i za dinamiku uređaja koji pripada Internetu stvari, uvid u njegovo funkcionisanje i njegov životni ciklus.
Digitalni blizanci integrišu veštačku inteligenciju, mašinsko učenje i softversku analizu podataka u svrhu kreiranja žive digitalne simulacije modela koji unapređuju i menjaju svoje fizičke delove. Digitalni blizanac konstantno uči i unapređuje se koristeći mnogobrojne izvore kako bi predstavio svoj status (u približno realnom vremenu), radno stanje ili poziciju. Ovaj sistem sa mogućnošću učenja uči od samog sebe, koristeći senzore za podatke koji prenosi različite aspekte svog radnog stanja; od ljudi - stručnjaka, kao što su inženjeri sa dubokim i relevantnim znanjem u datoj industriji; od drugih sličnih mašina; od drugih sličnih grupa mašina; i od većih sistema i okruženja u kojima i sam može biti prisutan kao deo. Digitalni blizanac, takođe, integriše i podatke iz prošlosti korišćenja same mašine kako bi sastavio unutrašnjost svog digitalnog modela.
U različitim industrijskim odeljcima, blizanci se koriste kako bi optimizovali operacije i održavanje fizičkih dodataka, sistema i procesa koji se obavljaju ručno. Oni su formativna tehnologija za industrijski internet stvari, u kome fizički objekti zive i sadejstvuju sa drugim mašinama i ljudima virtuelno.

## Primeri
Primer korišćenja digitalnih blizanaca u svrhu optimizacije mašina je održavanjem opreme za proizvodnju električne energije, kao što su turbine, mlazni motori i lokomotive. Još jedan primer korišćenja digitalnih blizanaca je korišćenje 3D modelovanja pri kreiranju digitalnih replika fizičkh objekata. Može se koristiti kako bi se video status stvarnog fizičkog objekta, koji omogućuje način projektovanja fizičkog objekta u digitalni svet. Na primer, kada senzor prikupi podatke sa povezanog uređaja, senzor za podatke može biti iskorišćen da unapredi kopiju ("digitalnog blizanca") stanja uređaja u realnom vremenu.  Izraz "senka uređaja" se takođe koristi za digitalne blizance. Digitalni blizanac je predviđen da bude najsavremenija i najpreciznija kopija osobina i stanja fizičkog objekta, uključujući oblik, poziciju, pokrete, stanje i kretanje.
Digitalni blizanac se može koristiti i za praćenje, dijagnostiku i predviđanje kako bi optimizovao izvršenje i korišćenje dodataka. U ovoj oblasti, podaci sa senzora mogu biti kombinovani sa podacima iz prošlosti, ljudsko vrhunsko znanje i simulacija učenja kako bi se poboljšao učinak predviđanja. Stoga, kompleksna prognostika i platforma pametnih sistema za održavanje može da omogući da se korišćenjem digitalnih blizanaca pronađu glavni uzroci problema i da se poboljša produktivnost.
Primeri primene u industriji:
- vazduhoplovni motori[20][21]
- vetroturbine[22][23]
- velike strukture npr. plovila na kopnu itd.[24]
- HVAC sistemi kontrole[25]
- lokomotive[26]
- zgrade[27]

## Povezane tehnologije
- Finite element method
- Internet of things
- Industry 4.0